# Najima Thay Thay Rhozali
Najima Thay Thay Rhozali est née en 1960 à Zellija Boubeker, près d'Oujda. Elle est nommée secrétaire d'État auprès du ministre de l'Éducation nationale et de la Jeunesse, chargée de l’alphabétisation et de l’éducation non formelle dans le gouvernement Driss Jettou.

## Parcours
- En  1991, elle a fait des études d'ethno-sémiotique et obtenu un doctorat de la Sorbonne.

- En 1992, elle enseigne à l'université d'Agadir, avant de se spécialiser dans l'étude des traditions orales du Sud du Maroc. Elle est responsable du GRUO, groupe de recherche sur l'oralité.

- En 2002, elle est nommée secrétaire d’État chargée de la Lutte contre l’analphabétisme pour le compte du Rassemblement national des indépendants.

- En 2005, elle enseigne le marketing culturel à l'École nationale de commerce et de gestion de Kénitra.

## Œuvres
- Au pays des ogres et des horreurs, Contes du Maroc avec des illustrations noir et blanc et de la Calligraphie. Bilingue français-arabe.
- L'ogre entre le réel et l'imaginaire dans le conte populaire du Maroc, Études Critiques, édition Harmattan 2000.
- Conte Étiologique, édition Fleis France, Paris, 2001.